# Emil Heller
Emil Heller (* 13. September 1860; † 28. September 1950 in Eglisau) war ein Schweizer Politiker (BGB).

## Biografie
Emil Heller wurde am 13. September 1860 als Sohn des Hans Ulrich Heller und der Elisabeth, geborene Lauffer, geboren. Er war Landwirt in Eglisau, dessen Bürgerrecht er auch besass. Er heiratete 1883 Amalie Katharina Siegrist aus Rafz, Tochter von Salomon Siegrist.
Emil Heller war von 1886 bis 1919 im Gemeinderat von Eglisau, ab 1898 als Gemeindepräsident. Von 1896 bis 1917 gehörte er dem Zürcher Kantonsrat an. In den Jahren 1928–1935 sass er für die BGB im Nationalrat. Daneben war er ab 1912 Präsident des zürcherischen Preisgerichts für Viehschauen. Ferner stand Heller bis 1923 als Präsident der lokalen Bauernpartei sowie dem landwirtschaftlichen Verein vor.
Emil Heller starb am 28. September 1950 in Eglisau.